# Matt Doherty
Matthew James Doherty (ur. 16 stycznia 1992 w Dublinie) – irlandzki piłkarz występujący na pozycji obrońcy w angielskim klubie Wolverhampton Wanderers oraz w reprezentacji Irlandii.

## Kariera
30 sierpnia 2020 został sprzedany do Tottenhamu Hotspur z Wolverhampton Wanderers F.C. za 13,4 mln funtów, podpisując z angielskim zespołem czteroletni kontrakt. W styczniu 2023 został wypożyczony do końca sezonu hiszpańskiemu Atlético Madryt.
20 lipca 2023 podpisał kontrakt z Wolverhampton Wanderers F.C., obowiązujący do 30 czerwca 2026.